# 195P/Hill
La comète Hill 3, officiellement 195P/Hill, est une comète périodique du système solaire, découverte le 22 novembre 2006 par Richard Erik Hill.